# مقاطعة واين (نبراسكا)
مقاطعة وايني (بالإنجليزية: Wayne County)‏ هي إحدى مقاطعات ولاية نبراسكا في الولايات المتحدة. واعتبارا من تعداد عام 2010، بلغ عدد السكان 9,955 نسمة. ومقرها هو مدينة واين. 
تمثل مقاطعة واين في نظام لوحات ترخيص نبراسكا عن طريق البادئة 27 (كان ترتيبها السابع والعشرين بين أكبر عدد السيارات المسجلة في الولاية عندما تم إنشاء نظام لوحات الترخيص في عام 1922).